# 维维亚娜·雷丁
维维亚娜·雷丁（Viviane Reding，1951年4月27日—）出生于阿尔泽特河畔埃施，是一名卢森堡的政治家，目前担任欧盟委员会信息社会和媒体事务委员。她在巴黎大学获得了人文科学的博士学位，之后在卢森堡成为一名职业记者。1986年至1998年她是卢森堡记者协会的主席。
她已婚，并育有三个孩子。
Reding 是一个跨大西洋智囊团 en:European Horizons 的顾问。

## 政治生涯
1979年她开始了她的政治生涯。作为卢森堡议会的成员之一，她担任过下列职务：
- 社会委员会主席
- 众议院议长办公室成员
- 比荷卢议会成员
- 北约议会成员

1989年至1999年，她成为了欧洲议会中欧洲人民党卢森堡团体的领导人。同时也成为了这一组织办公室的一员。
在欧洲议会中，她担任了3年请愿委员会主席，并在社会委员会、公民自由委员会、国际事务委员会各担任了2年副主席。
1981年至1999年，她担任阿尔泽特河畔埃施的公共调解人。
1992年至1999年，她担任阿尔泽特河畔埃施文化事务委员会的主席。
1988年至1993年，她担任基督教社会人民党妇女委员会的主席，
1995年至1999年，她担任基督教社会人民党副主席。
1999年至2004年，她担任了教育、文化、青年人、媒体和体育专员。2004年起她开始负责信息社会和媒体事务，同年獲頒台灣輔仁大學名譽文學博士學位。
现在，她正着手解决欧盟内漫游费的问题。

## 荣誉

### 外国勋章奖章
- 特种外交奖章（中华民国外交部，2022年10月6日颁授[2]）